# Villanova Monferrato
Villanova Monferrato är en ort och kommun i provinsen Alessandria i regionen Piemonte i Italien. Kommunen hade 1 861 invånare (2018).